# Trofeo Ciudad de Vigo
El Trofeo Ciudad de Vigo fue una competición veraniega de fútbol que se celebraba en Vigo, España. El torneo era organizado por el Ayuntamiento de Vigo y constituía el principal acto deportivo dentro de la programación de las fiestas de la Semana Grande de Vigo durante el mes de agosto. Su primera edición tuvo lugar en 1971, en la que el club griego del Panathinaikos se impuso al Real Club Celta de Vigo y al Pontevedra Club de Fútbol. El torneo se continuó disputando de forma ininterrumpida hasta el año 2012, cancelándose a partir de entonces debido a la falta de apoyo institucional por parte del Ayuntamiento de Vigo en su organización. El club con más trofeos es el Real Club Celta de Vigo con 21.

## Historia
El Trofeo Ciudad de Vigo de fútbol tiene sus orígenes en el año 1971, su primera edición se celebró durante el mes de agosto de ese año, en la primera edición del torneo aparte del Real Club Celta de Vigo, también participaron el Pontevedra Club de Fútbol y el Panathinaikos de Atenas, subcampeón de la Copa de Europa de ese año. En esta primera edición del torneo se impuso el equipo heleno, entrenado en aquella época por Ferenc Puskás, llevándose a sus vitrinas el primer Trofeo Ciudad de Vigo, que estaba valorado en 250 000 pesetas.
En la edición del año 1972 el Celta conseguiría por primera vez el torneo de la ciudad, al imponerse en esta edición del torneo a los clubes del Vasas Budapest SC de Hungría y al Club Nacional de Football de Uruguay.

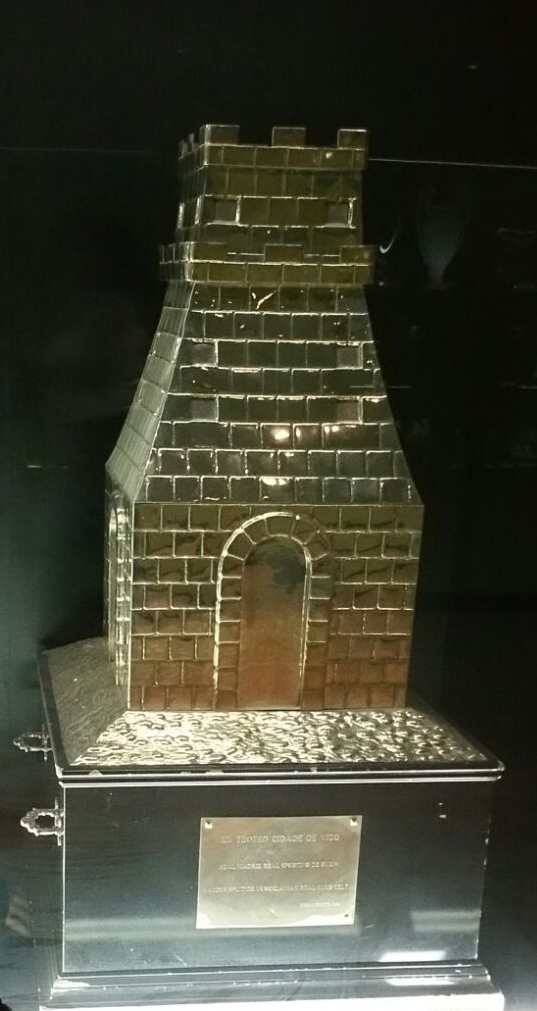
Primera versión del trofeo.

En los años posteriores pertenecientes a la década de 1970, el torneo fue conquistado en otras dos ocasiones por el Celta, y en una ocasión por el Budapest Honvéd Football Club húngaro, los brasileños Clube Atlético Mineiro y Cruzeiro Esporte Clube, y por el Athletic Club en la edición de 1979, siendo el primer club español (aparte del Real Club Celta) en conquistar el torneo.
En las siguientes ediciones del torneo, ya en la década de 1980, estuvieron marcadas por la participación de importantes equipos, como el Fútbol Club Barcelona de Hans Krankl y Quini en 1980, el Real Madrid de Santillana, José Antonio Camacho y Uli Stielike en los años 1981 y 1982, el Club Atlético Peñarol en 1984 (campeón de la Copa Intercontinental dos años antes), o el Dinamo de Kiev de Valeri Lobanovski y Oleg Blokhin en 1985 (campeón de la Recopa de Europa en esa misma temporada).
La edición del torneo de 1988 estuvo marcada por el accidente de automóvil sufrido por el futbolista del Celta José Manuel Alvelo, el cual tuvo un accidente con su vehículo al salir de una cena después de celebrar la victoria del equipo vigués en la final del torneo contra el Botafogo brasileño. El futbolista acabó con graves secuelas del accidente que lo vieron obligado a acabar en silla de ruedas.
En las siguientes ediciones del torneo, el Real Club Celta se alternó el trofeo con otros clubes como el Benfica entrenado en aquella época por Sven-Göran Eriksson, el Spartak de Moscú de Alexander Mostovoi y Valeri Karpin, el Independiente de Medellín, o el Inter de Milán entrenado por Roy Hodgson y en el que jugaban Gianluca Pagliuca, Iván Zamorano, Youri Djorkaeff o Paul Ince, entre otros.

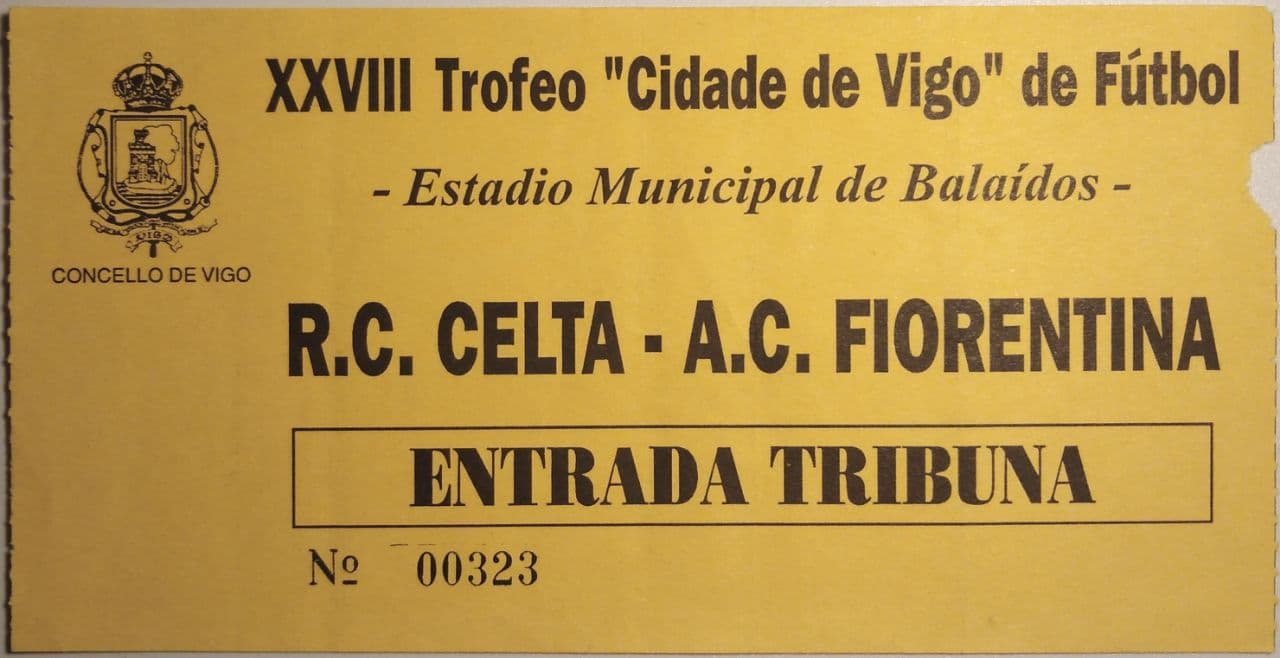
Entrada al XXVIII Trofeo Ciudad de Vigo, 1998.

A partir de la edición del año 1997 y hasta el año 2004, el torneo fue dominado por un Celta ya asentado en competiciones europeas, a lo largo de esos años solamente el Sporting de Lisboa en 2001, el Sevilla Fútbol Club en 2003 y el Vitória de Guimarães en 2004, consiguieron imponerse al Celta en la final del torneo.
En los años posteriores el Celta continuo dominando el torneo, pese a que se encontraba en segunda división y sumido en una grave crisis económica e institucional, el conjunto vigués se alzó con el trofeo en todas las ediciones siguientes del torneo hasta su desaparición, excepto en las ediciones disputadas en los años 2007, 2010 y 2011, torneos en los que se proclamaron campeones el Atlético de Madrid, el Real Zaragoza y el Sporting de Gijón, respectivamente.
Finalmente, el torneo tuvo su última edición el 27 de julio de 2012, en un partido que enfrentó al Real Club Celta contra el Atlético de Madrid, el encuentro terminó con 1-0 favorable al equipo vigués, el último gol en la historia del Trofeo Ciudad de Vigo fue anotado por el delantero Mario Bermejo. Este fue el adiós de un torneo que llegaron a disputar hasta 7 campeones de Europa (Real Madrid, Barcelona, Benfica, Chelsea, Inter de Milán, Oporto y Nottingham Forest).

## Historial
| Año  | Campeón                    | Subcampeón                 | Tercero                   | Cuarto               |
| ---- | -------------------------- | -------------------------- | ------------------------- | -------------------- |
| 1971 | Panathinaikos FC           | RC Celta de Vigo           | Pontevedra CF             | -                    |
| 1972 | RC Celta de Vigo           | Vasas Budapest SC          | Club Nacional             | -                    |
| 1973 | RC Celta de Vigo           | Chelsea FC                 | CD Ourense                | -                    |
| 1974 | Budapest Honvéd FC         | RC Celta de Vigo           | FC Köln                   | -                    |
| 1975 | RC Celta de Vigo           | PFC Levski Sofia           | CA Rosario Central        | -                    |
| 1976 | RC Celta de Vigo           | SL Benfica                 | RC Deportivo de La Coruña | -                    |
| 1977 | Atlético Mineiro           | Sporting Clube de Portugal | FC Torpedo Moskva         | RC Celta de Vigo     |
| 1978 | Cruzeiro EC                | RC Celta de Vigo           | FC Porto                  | Nottingham Forest FC |
| 1979 | Athletic Club              | RC Celta de Vigo           | Botafogo FR               | Ferencvárosi TC      |
| 1980 | RC Celta de Vigo           | FC Barcelona               | Clube Atlético Mineiro    | PFC CSKA Sofia       |
| 1981 | Real Madrid CF             | RC Celta de Vigo           | Real Sporting de Gijón    | -                    |
| 1982 | Real Madrid CF             | RC Celta de Vigo           | Real Sporting de Gijón    | HNK Hajduk Split     |
| 1983 | Southampton FC             | FC Dinamo Bucarest         | RC Celta de Vigo          | -                    |
| 1984 | RC Celta de Vigo           | Real Betis Balompié        | CA Peñarol                | Videoton FC          |
| 1985 | FK Dynamo Kyiv             | RC Celta de Vigo           | Real Valladolid           | -                    |
| 1986 | RC Celta de Vigo           | Real Valladolid            | Fluminense FC             | -                    |
| 1987 | SC Internacional           | RC Celta de Vigo           | Selección de Marruecos    | -                    |
| 1988 | RC Celta de Vigo           | Botafogo FR                | CA Boca Juniors           | -                    |
| 1989 | SL Benfica                 | RC Celta de Vigo           | Atlético de Madrid        | -                    |
| 1990 | FC Spartak Moskva          | Sevilla FC                 | RC Celta de Vigo          | -                    |
| 1991 | RC Celta de Vigo           | SD Compostela              | -                         | -                    |
| 1992 | RC Celta de Vigo           | Real Madrid CF             | -                         | -                    |
| 1993 | RC Celta de Vigo           | CR Vasco da Gama           | -                         | -                    |
| 1994 | Independiente Medellín     | RC Celta de Vigo           | -                         | -                    |
| 1995 | Sevilla FC                 | RC Celta de Vigo           | -                         | -                    |
| 1996 | FC Internazionale          | RC Celta de Vigo           | RC Deportivo de La Coruña | -                    |
| 1997 | RC Celta de Vigo           | SS Lazio                   | -                         | -                    |
| 1998 | RC Celta de Vigo           | ACF Fiorentina             | -                         | -                    |
| 1999 | RC Celta de Vigo           | Perugia Calcio             | -                         | -                    |
| 2000 | RC Celta de Vigo           | FC Porto                   | -                         | -                    |
| 2001 | Sporting Clube de Portugal | RC Celta de Vigo           | -                         | -                    |
| 2002 | RC Celta de Vigo           | París Saint-Germain        | -                         | -                    |
| 2003 | Sevilla FC                 | RC Celta de Vigo           | -                         | -                    |
| 2004 | Vitória SC Guimarães       | RC Celta de Vigo           | -                         | -                    |
| 2005 | RC Celta de Vigo           | Real Zaragoza              | -                         | -                    |
| 2006 | RC Celta de Vigo           | Boavista FC                | -                         | -                    |
| 2007 | Atlético de Madrid         | RC Celta de Vigo           | -                         | -                    |
| 2008 | RC Celta de Vigo           | Sparta Rotterdam           | -                         | -                    |
| 2009 | RC Celta de Vigo           | Real Sporting de Gijón     | -                         | -                    |
| 2010 | Real Zaragoza              | RC Celta de Vigo           | -                         | -                    |
| 2011 | Real Sporting de Gijón     | RC Celta de Vigo           | -                         | -                    |
| 2012 | RC Celta de Vigo           | Atlético de Madrid         | -                         | -                    |

## Palmarés
| Club                       | Títulos | Subtítulos | Años Campeón | Años Subcampeón                                                                                            |
| -------------------------- | ------- | ---------- | --- | --- |
| RC Celta de Vigo           | 21      | 18         | 1972, 1973, 1975, 1976, 1980, 1984, 1986, 1988, 1991, 1992, 1993, 1997, 1998, 1999, 2000, 2002, 2005, 2006, 2008, 2009, 2012 | 1971, 1974, 1978, 1979, 1981, 1982, 1985, 1987, 1989, 1994, 1995, 1996, 2001, 2003, 2004, 2007, 2010, 2011 |
| Real Madrid CF             | 2       | 1          | 1981, 1982 | 1992 |
| Sevilla FC                 | 2       | 1          | 1995, 2003 | 1990 |
| SL Benfica                 | 1       | 1          | 1989 | 1976 |
| Sporting Clube de Portugal | 1       | 1          | 2001 | 1977 |
| Atlético de Madrid         | 1       | 1          | 2007 | 2012 |
| Real Zaragoza              | 1       | 1          | 2010 | 2005 |
| Real Sporting de Gijón     | 1       | 1          | 2011 | 2009 |
| Panathinaikos              | 1       | 0          | 1971 | - |
| Budapest Honvéd FC         | 1       | 0          | 1974 | - |
| Atlético Mineiro           | 1       | 0          | 1977 | - |
| Cruzeiro EC                | 1       | 0          | 1978 | - |
| Athletic Club              | 1       | 0          | 1979 | - |
| Southampton FC             | 1       | 0          | 1983 | - |
| FK Dynamo Kyiv             | 1       | 0          | 1985 | - |
| SC Internacional           | 1       | 0          | 1987 | - |
| FC Spartak Moskva          | 1       | 0          | 1990 | - |
| Independiente Medellín     | 1       | 0          | 1994 | - |
| FC Internazionale          | 1       | 0          | 1996 | - |
| Vitória SC Guimarães       | 1       | 0          | 2004 | - |

## Títulos por país
| País            | Títulos | Subtítulos |
| --------------- | ------- | ---------- |
| España          | 29      | 27         |
| Portugal        | 3       | 4          |
| Brasil          | 3       | 2          |
| Unión Soviética | 2       | 0          |
| Italia          | 1       | 3          |
| Inglaterra      | 1       | 1          |
| Hungría         | 1       | 1          |
| Grecia          | 1       | 0          |
| Colombia        | 1       | 0          |
| Bulgaria        | 0       | 1          |
| Rumania         | 0       | 1          |
| Francia         | 0       | 1          |
| Países Bajos    | 0       | 1          |